# Бурнаковська (станція метро)
56°19′31″ пн. ш. 43°54′47″ сх. д. / 56.32528° пн. ш. 43.91306° сх. д.
Бурна́ковська (рос. Бурна́ковская) — станція Сормовско-Мещерської лінії Нижньогородского метрополітену. Розташована між станціями «Канавінська» і «Буревісник». Відкрита 20 грудня 1993 року у складі першої черги Сормовської лінії. До 9 вересня 2002 року була кінцевою.

## Назва
Станція мала проектну назву Куйбишевська. Сучасну назву отримала за іменуванням мікрорайону.

## Виходи
Виходи зі станції розташовані на перехресті Сормовського шосе із Бурнаковським проїздом та вул. Куйбишева біля ДКБМ ім. І. І. Африкантова.

## Технічна характеристика
Конструкція станції — колонна трипрогінна мілкого закладення з острівною платформою.

## Колійний розвиток
Станція з колійним розвитком — 6 стрілочних переводів , перехресний з'їзд і 2 станційні колії для обороту та відстою рухомого складу.

## Оздоблення
Восьмикутні колони оздоблені білим мармуром. Колійні стіни пофарбовані червоною фарбою, внизу викладені червоною фігурною черепицею. Підлога викладена темним гранітом, пересіченим смугами білого мармуру. Стеля виконана з металу, пофарбованого в білий колір. 
Освітлювальні лампи розжарювання розташовані в спеціальних нішах і укладені в строгі металеві конструкції.
За первинним проектом станція мала уособлювати космічну тематику.